# Teatr Pokucko-Podolski w Stanisławowie
Teatr Pokucko-Podolski w Stanisławowie – teatr działający w Stanisławowie w latach 1933–1939.

## Historia

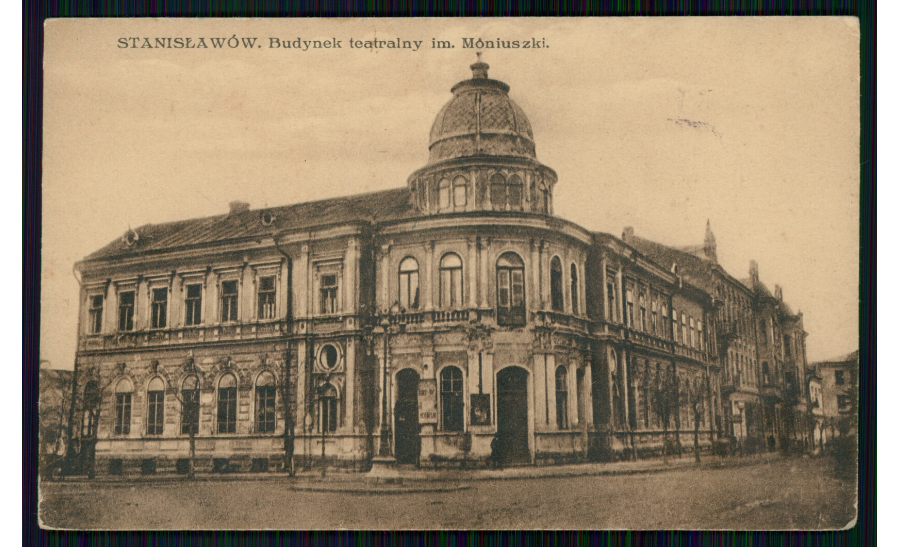
Budynek teatru przed przebudową po I wojnie światowej

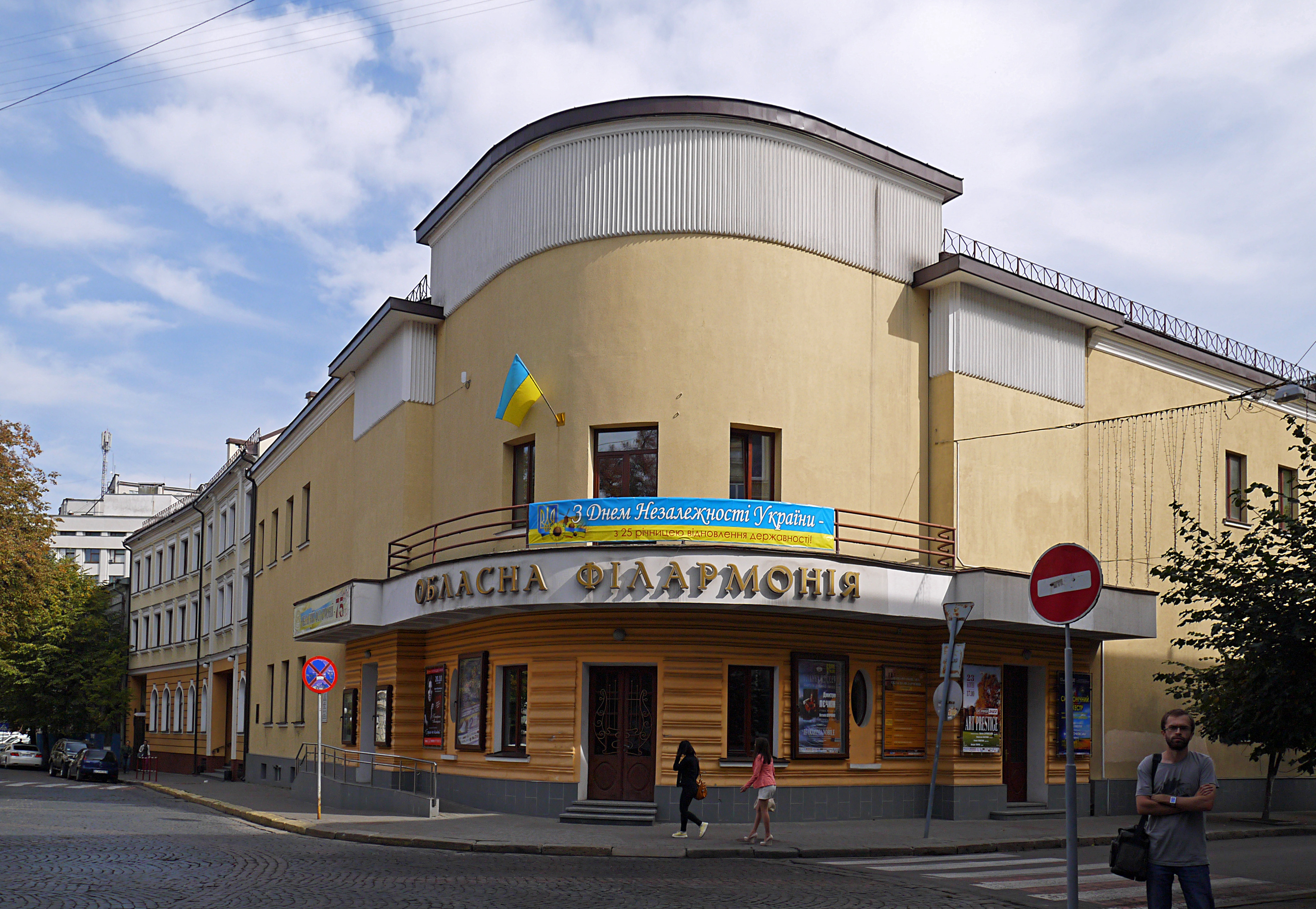
Budynek dawnego teatru – siedziba Regionalnej Filharmonii Iwano-Frankowskiej

Początki teatru w Stanisławowie sięgają 1887 roku i wiążą się z działalnością tamtejszego Towarzystwa Muzycznego im. Stanisława Moniuszki. Idea ta spotkała się z zainteresowanie ówczesnych władz miejskich, które ofiarowały działkę pod budowę gmachu oraz Kasy Oszczędności, która wsparła inicjatywę finansowo. Obiekt powstał w 1891 roku i mógł pomieścić 800 widzów. Dyrekcję teatru powierzono stanisławowskiemu aktorowi Lucjanowi Kwiecińskiemu, a inauguracja działalności miała miejsce w dniu 18 kwietnia 1892 roku premierą Ślubów panieńskich Aleksandra Fredry.
Od początku istnienia teatr borykał się z problemami finansowymi oraz niezadowalającą frekwencją. Spowodował to – wspólnie z problemami osobistymi – rezygnację Kwiecińskiego z funkcji dyrektora w grudniu 1893 roku. Jego miejsce zajął Władysław Antoniewski, który pełnił tę funkcję do 1898 roku. Jemu również nie udało się poprawić sytuacji teatru, pomimo uzyskania dla zespołu subwencji i występu na stanisławowskiej scenie m.in. Heleny Modrzejewskiej w 1894 roku. Ostatecznie aż do lat 30. XX wieku w Stanisławowie brak było zawodowego zespołu scenicznego. Istniał natomiast amatorski zespół operowo-operetkowy (1871–1914). Dodatkowo gmach teatru ucierpiał podczas I wojny światowej.
Reaktywacja teatru dramatycznego nastąpiła w 1933 roku z inicjatywy Towarzystwa Muzycznego im. Moniuszki. W wyniku konkursu zadanie to powierzono aktorce Zuzannie Łozińskiej. Zespół nosił nazwę Teatr im. Stanisława Moniuszki i początkowo również borykał się z problemami finansowymi. Te udało się przezwyciężyć m.in. dzięki wsparciu Towarzystwa, a z dniem 1 stycznia 1935 roku teatr otrzymał subwencję rządową, udzieloną w zamian za objazdy zespołu po miastach i miasteczkach województw: stanisławowskiego i tarnopolskiego. Zmieniono również nazwę na Teatr Pokucko-Podolski, natomiast pod koniec działalności zespół występował jako Teatr Małopolski.
W latach 1933–1939 teatr dał 4227 przedstawień, z czego 1116 w Stanisławowie, a 3111 podczas objazdów po województwach: stanisławowskim, tarnopolskim i lwowskim. W tym okresie zespół odwiedził 329 miast i miasteczek południowo-wschodniej Polski.
Obecnie w gmachu dawnego teatru ma swoją siedzibę Regionalna Filharmonia Iwano-Frankowska.

### Członkowie zespołu
- Franciszek Bay-Rydzewski
- Zygmunt Bończa-Tomaszewski
- Seweryn Butrym
- Halina Dąbrowska
- Wiktor Domański
- Elżbieta Elwakowska
- Kazimierz Jenoval
- Janina Hitnarowiczówna
- Kazimierz Kijowski
- Leopold Kitka-Sokołowski
- Józef Klejer
- Maria Kopaczówna
- Irena Ładosiówna
- Marian Mariański
- Stanisław Posiadłowski
- Maria Sieniawska-Lisowska
- Ryszard Wasilewski
- Helena Wostrowska
- Wacław Zabielski